# You Know You Like It
Singles par DJ Snake
Lunatic
(2014) Lean On
(2015)
Singles par AlunaGeorge
Attracting Flies
(2013)
Clip vidéo
(en) [vidéo] « "You Know You Like It" (official) », sur YouTube
You Know You Like It est une chanson du DJ et producteur français DJ Snake et du groupe anglais AlunaGeorge. Il est sorti le 20 octobre 2014 en téléchargement numérique sur le label Island Records. La chanson a été écrite et produite par William Grigahcine, Aluna Francis et George Reid. Il s'agit d'ailleurs d'un remix de la part de DJ Snake de la chanson originale au même titre, composée initialement par AlunaGeorge.

## Liste des titres
| 1. | You Know You Like It | 4:07 |

| 1. | You Know You Like It (Tchami Remix) | 5:08 |
| 2. | You Know You Like It (Luxry Remix)  | 3:42 |

## Classement
| Classement (2014)             | Meilleure position |
| ----------------------------- | ------------------ |
| France (SNEP)                 | 29                 |
| Australie (ARIA)              | 11                 |
| Suède (Sverigetopplistan)     | 71                 |
| Allemagne (Media Control AG)  | 45                 |
| Pays-Bas (Nederlandse Top 40) | 23                 |

## Certification
| Région                                                                                                 | Certification | Ventes/Streams |
| --- | ------------- | -------------- |
| Australie (ARIA)                                                                                       | 1 × Or        | 35 000^        |
| Belgique (BEA)                                                                                         | 1 × Or        | 0*             |
| Allemagne (BM)                                                                                         | 1 × Or        | 0^             |
| Italie (FIMI)                                                                                          | 1 × Or        | 0*             |
| Nouvelle-Zélande (RMNZ)                                                                                | 1 × Or        | 7 500*         |
| Royaume-Uni (BPI)                                                                                      | 1 × Argent    | 0‡             |
| États-Unis (RIAA)                                                                                      | 2 × Platine   | 1 000 000^     |
| *Ventes selon la certification ^Mise en rayon selon la certification xNon précisé par la certification |               |                |